# Далі (каньйон)

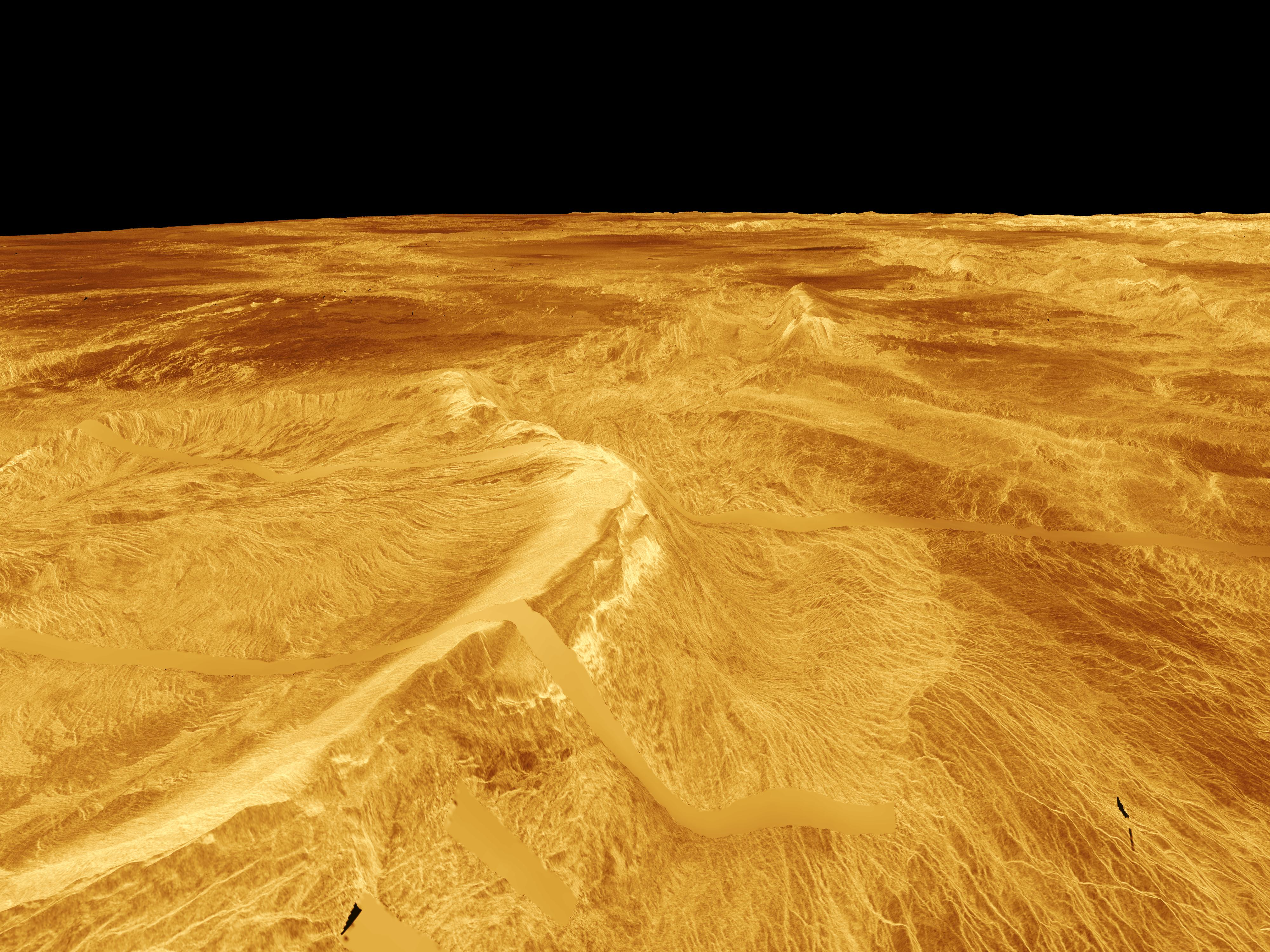
Вид каньйону Далі і вінця Латона на Венері.

Система каньйонів Далі та Діани складається з глибоких жолобів, які тягнуться на 7400 кілометрів і є дуже виразними рисами на Венері. Ці каньйони пов'язують нагір'я областей Овда і Тетіда з великими вулканами в області Атла. Широкий криволінійний прямовисний край нагадує деякі зони субдукції Землі, де земні плити насунуті одна на одну. Яскрава радіолокаційна поверхня на найвищій висоті вздовж смуги подібна до підвищених регіонів Венери, де на поверхні може бути якийсь металевий мінерал, такий як пірит.

## Назва
Каньйони названі іменами грузинської богині Далі та римської богині Діани.